# 山田俊介
山田 俊介（やまだ　しゅんすけ、1899年1月31日 - 1969年7月1日）は、日本の政治家、内務官僚、従四位勲二等瑞宝章。
青森県知事（第42代）、満洲国警務総局長兼保安局長官、福岡県知事（第35代）、逗子町長（1期）、逗子市長（4期）を歴任した。

## 概要
兵庫県明石市生まれ。父は逗子開成中学校の創設、経営に尽力した漢学者の山田武臣。代々三日月藩主に仕えた漢学者の家系であった。逗子開成中学校、東京陸軍幼年学校を経て、東京中学校、第七高等学校造士館、東京帝国大学経済学部を卒業。特に東京陸軍幼年学校時代に生徒監であった阿南惟幾に目をかけられ、後に同期に先んじて知事に抜擢されたのは阿南の推薦があったからだという。
高等試験に合格し内務省に入省し、幹部候補生として東京市役所に配属。日本各地の農林課長、警察部長等を経て、1942年に青森県知事、1943年満洲国警務総局長 兼 保安局長官、1945年6月に福岡県知事に就任し10月、福岡県知事を辞任。翌年、公職追放処分。
公職追放解除後、逗子市へ移住し国会議員、神奈川県知事を目指したが資金、地盤の面で断念した。1953年7月26日、恩師であり初代逗子町長であった荒井友三郎町長が、在任中の箱根早雲山の道了山別院で地すべり災害に遭い死去したため、仲間の説得もあり逗子町長選に出馬し当選、逗子の市制施行にともない初代市長に就任。4期16年間にわたって逗子の発展に努めた。

## 略年譜
- 1899年（明治32年）
1月31日 - 兵庫県明石市にて小学校教師であった父・山田武臣、母・いよの長男として生まれる。
4月 - 父・武臣の逗子小学校校長赴任にあたり、一家で逗子市へ移住。
- 1905年（明治38年）
4月 - 逗子小学校に入学。
- 1910年（明治43年）
1月23日 - 逗子開成中学校のボート遭難事故に遭遇[注釈 2]。
- 1911年（明治44年）
4月 - 逗子開成中学校に入学。
- 1912年（大正元年）
東京陸軍幼年学校に入校[5]。予科第16期生。生徒監阿南惟幾中尉（後の陸軍大臣）に薫陶を受ける。
- 1914年（大正3年）
胸膜炎のため[1]東京陸軍幼年学校を中途退学。
- 1915年（大正4年）
4月 - 東京中学校の四年生に編入学。
- 1917年（大正6年）
9月 - 第七高等学校造士館 第一部甲類（英文）に入学。
- 1921年（大正10年）
3月 - 第七高等学校造士館を卒業。在学中に知り合った平山明子と駆け落ち同然に上京。事実上の結婚生活。
4月 - 東京帝国大学経済学部に入学。
- 1923年（大正12年）
12月 - 高等試験行政科に合格。
- 1924年（大正13年）
4月 - 東京帝国大学経済学部を卒業。
5月24日 - 東京市役所に配属。社会局経理課勤務。
- 1925年（大正14年）
4月 - 東京市学務課勤務。
12月1日 - 双方の両親の許しを得て、平山明子と正式に結婚。
- 1926年（大正15年）
10月12日 - 鳥取県地方課勤務。
- 1927年（昭和2年）
4月 - 鳥取県商工水産課長に就任。
- 1929年（昭和4年）
10月 - 鳥取県農林課長に就任。
- 1930年（昭和5年）
9月3日 - 茨城県農林課長に就任。農村問題を通じて橘孝三郎との接触が始まる。
- 1932年（昭和7年）
5月 - 五・一五事件に関し、橘孝三郎らとの関係により警視庁にて取調べを受ける。
- 1934年（昭和9年）
5月23日 - 静岡県勤務。
6月12日 - 静岡県工場監督官に就任。
- 1935年（昭和10年）
7月20日 - 滋賀県警察部長に就任。
- 1937年（昭和12年）
1月9日 - 愛媛県経済部長に就任。
3月 - 東洋レーヨン第二工場を愛媛県松前町に誘致する。
- 1938年（昭和13年）
1月17日 - 愛媛県警察部長に就任。
- 1939年（昭和14年）
1月11日 - 石川県警察部長に就任。
- 1940年（昭和15年）
4月10日 - 熊本県警察部長に就任。
7月 - 歴代警察部長の懸案であった本妙寺集落の問題解決を図り、本妙寺事件の指揮を執る。当時らい予防協会会長でもあった。
- 1941年（昭和16年）
1月8日 - 愛知県警察部長に就任。
- 1942年（昭和17年）
1月9日 - 青森県知事に就任。
1月22日 - 内閣東北局参与に就任。
9月 - 着任以来、強力に推進してきた斗南丘（となみがおか）酪農農場が完成。
- 1943年（昭和18年）
3月31日 - 青森県知事を退任[注釈 3]。
4月1日 - 満洲国警務総局長 兼 保安局長官に就任[注釈 4]。当時の関東軍方面軍司令官は幼年学校で生徒監であった阿南惟幾。
- 1945年（昭和20年）
6月9日 - 満洲国警務総局長 兼 保安局長官を退任[注釈 5]。
6月10日 - 福岡県知事に就任。
10月27日 - 福岡県知事を依願免本官となり退官[6]。
- 1946年（昭和21年）
5月5日 - 青森県知事時代に翼賛会支部長を務めていたために公職追放。満洲引揚げ事業に従事。
- 1950年（昭和25年）
公職追放解除。
- 1951年（昭和26年）
11月 - 幼少期を過ごした逗子町桜山に移住。
- 1953年（昭和28年）
9月13日 - 荒井友三郎逗子町長の遭難死にともなう町長選に当選。第2代逗子町長に就任。
- 1954年（昭和29年）
2月27日 - 六代御前最後之故址碑を建立。
4月15日 - 逗子市制施行にともない初代逗子市長に就任。
- 1957年（昭和32年）
9月13日 - 逗子市長に再選。
- 1958年（昭和33年）
6月7日 - 披露山公園を開園。
- 1961年（昭和36年）
9月10日 - 逗子市長に三選。
10月15日 - 逗子開成学園理事長に就任。
- 1964年（昭和39年）
4月25日 - 明子夫人死去。
6月1日 - 胃潰瘍で横須賀共済病院に入院。
- 1965年（昭和40年）
9月5日 - 逗子市長に四選。
- 1966年（昭和41年）
4月1日 - 公共下水道事業実施。
6月19日 - 逗子市立図書館落成[注釈 6]。
11月15日 - 逗子開成学園理事長に再選。
- 1967年（昭和42年）
2月5日 - 池子接収地返還促進市民大会が開催[注釈 7]。以後、接収地返還実現を目指す。
6月9日 - 小坪湾埋立工事を着工。
- 1968年（昭和43年）
6月 - 披露山公園隣地開発問題に関して、披露山庭園住宅の着工を許可。
7月4日 - 横須賀共済病院に入院。
7月31日 - 逗子市清掃センター（現・逗子市環境クリーンセンター）の整備完了。
- 1969年（昭和44年）
2月16日 - 瀬倉菊代[注釈 8]と再婚。
4月1日 - 福祉会館構想を含む新たな都市整備計画の発表。
4月5日 - 左横隔膜下腫瘍で横浜市立大学医学部付属病院に入院。
7月1日 - 総胆管癌のため死去。